# Claudius Claudianus
Claudius Claudianus (Alexandrië, ca. 370 - Rome, ca. 404) was een Latijns schrijver en dichter van Griekse afkomst die verbonden was met het hof van de Romeinse keizer Honorius en specifiek met zijn beschermheer generaal en krijgsheer Stilicho.

## Biografische gegevens
Claudianus werd als Griek geboren in Alexandrie, Egypte. Hij schreef tijdens een van de meest opwindende maar weinig bekende periodes van de Romeinse geschiedenis. Tijdens zijn leven werden Arcadius en Honorius, de zwakke zonen van de laatste enige Romeinse keizer, Theodosius I, marionetten van sterke generaals en ministers. Als gunsteling van Flavius Stilicho, de grote minister-bevelhebber van keizer Honorius, kwam hij naar Italië en Rome, waar hij verbleef van 395 tot aan zijn dood.

## Werken
Claudianus schreef gedichten in het Grieks, maar beheerste ook het Latijn perfect, typisch voor het cosmopolitische tijdsklimaat. Als dusdanig werd hij poeta laureatus (hofdichter) aan het hof van keizer Honorius. Hij schreef zijn poëzie vrijwel geheel in dactylische hexameters en zijn werk valt uiteen in drie hoofdcategorieën - gedichten voor Honorius, gedichten voor Stilicho en klassieke mythologie.
- Hij verheerlijkte in Latijnse epische verzen de daden van zijn beschermheren Honorius en Stilicho. In polemische gedichten richtte hij zich ook tegen hun persoonlijke tegenstanders.
- Ook schreef Claudianus een (onvoltooid) mythologisch epos, De raptu Proserpinae (De ontvoering van Proserpina), zijn meesterwerk, dat de zwanenzang van het genre mag genoemd worden.
- Op naam van Claudianus staan ook nog een hele reeks kleinere gedichten (idyllen, epigrammen, elegieën, …) over de meest uiteenlopende onderwerpen

## Beoordeling
Claudianus was de laatste echt klassieke dichter, wiens oeuvre ook een belangrijke bron voor de historiografie van de 4e en 5e eeuw is. Het beeld dat hij van zijn beschermheer Stilicho tekent, wordt wel vervormd door overdreven sympathie, wat niet wil zeggen dat hij willekeurig de historische feiten vervormt. Zijn langere gedichten tonen een grote geestdrift en waardering voor het Romeinse Rijk. 
 Ook al ontsnapt hij in zijn verzen niet aan de invloed van de retoriek, toch steekt zijn werk uit boven de verzenmakerij die typisch is voor de latere keizertijd. 
 Claudianus was een figuur die op de scheiding van twee werelden staat, een Grieks-Romeinse dichter, die in volmaakt klassieke verzen een stof behandelt die de hoofse poëzie van de Middeleeuwen inluidt. 

## Nederlandse vertaling
- Claudius Claudianus. Verzamelde gedichten, vert. Marietje d'Hane-Scheltema, 2008, ISBN 9789025363741

## Historische fictie
De Nederlandse schrijfster Hella S. Haasse wijdde een roman aan Claudius Claudianus, Een nieuwer testament.